# Rosa vassilczenkoi
Rosa vassilczenkoi (троянда Васильченка) — вид рослин з родини трояндових (Rosaceae). Вид названо на честь українського радянського ботаніка Івана Тихоновича Васильченка (1903–1995).

## Поширення
Вид зростає в Киргизстані.